# Amy Pond
Amelia Jessica "Amy" Pond es un personaje de ficción interpretado por Karen Gillan y ocasionalmente por Caitlin Blackwood en la longeva serie británica de ciencia ficción Doctor Who. Amy es una acompañante del protagonista de la serie, el Doctor, en su undécima encarnación, interpretada por Matt Smith. Aparece en la serie desde el inicio de la quinta temporada (2010) hasta la mitad de la séptima (2012).
El Doctor conoce a Amelia cuando ella tiene siete años y está asustada por una grieta en su pared (que supone una de las múltiples grietas en el universo que constituyen el arco argumental de esa temporada). Le promete a la niña solitaria volver en cinco minutos para llevarla con ella en su máquina del tiempo, la TARDIS, pero por error reaparece doce años más tarde, cuando Amy se ha vuelto escéptica hacia su "amigo imaginario". Sin embargo, finalmente ella decide viajar con él, y al dúo se les une más tarde el prometido de ella, Rory Williams (Arthur Darvill). Amy y Rory se casan al final de la quinta temporada, y en la sexta Amy tiene a su hija, Melody Pond, que se revela ser en realidad el personaje para entonces ya recurrente de River Song (Alex Kingston).

## Apariciones
Amelia Pond aparece en el primer episodio de la quinta temporada moderna, En el último momento, como una niña de siete años que vive sólo con su tía cuando el recién regenerado Undécimo Doctor se estrella una noche con la TARDIS en su jardín. Ella le pide que investigue una grieta en la pared de su habitación, pero les interrumpe un sonido de alarma de la TARDIS. Le promete a Amelia que volverá en cinco minutos, pero sin querer llega tarde 12 años. En ese tiempo, los familiares y amigos de Amelia piensan que el Doctor es su amigo imaginario, y la insistencia de ella de que era real hizo que la llevaran a tratamiento psiquiátrico. Cuando el Doctor regresa, Amy tiene 19 años y trabaja como "besógrafa". Le ayuda a salvar la Tierra de la policía intergaláctica de los Atraxi, y cuando el Doctor regresa dos años más tarde comienza a viajar con él como su acompañante. Al final de Carne y piedra, Amy revela que cuando se fueron de la Tierra era la víspera de su boda con Rory Williams (Arthur Darvill), e intenta seducir al Doctor. El Doctor entonces busca a Rory y se los lleva a ambos a la Venecia del siglo XVI para una pretendida cita romántica tras la cual Rory se queda a viajar con ellos. En La elección de Amy, ella es presionada para que resuelva sus sentimientos confusos hacia el Doctor y Rory, y se da cuenta de lo profundamente que ama a Rory. Al final de Sangre fría, Rory es asesinado y después borrado de la historia por las grietas del universo. Como es parte de la propia línea temporal de Amy, ella olvida su existencia. Para calmar su culpa por la pérdida de Rory, se lleva a Amy a la Francia del siglo XIX, donde Amy traba una estrecha amistad con el famoso pintor Vincent van Gogh (Tony Curran).
En el final de la temporada, La Pandórica se abre y El Big Bang, Rory reaparece en el año 102 d. C. como un centurión romano. Él reactiva los recuerdos de Amy, pero mientras ella comienza a recordar, se descubre que el Rory centurión es en realidad un Autón, un duplicado de plástico vivo, creado a partir de los recuerdos de Amy para ayudar a capturar al Doctor. La consciencia de Rory intenta luchar contra su programación, pero no puede evitar dispararla y matarla. Utilizan la Pandórica, una prisión especial que pretendían usar para atrapar al Doctor, para colocar el cuerpo de Amy en su interior y revivirla. El Rory Autón protege la Pandórica durante 2.000 años mientras se realiza el proceso. El Doctor se da cuenta de que Amy está relacionada con las grietas en el universo, que se originaron a partir de una explosión temporal en su día de boda. Le revela que los padres de Amy habían sido borrados por la grieta de su pared, y le urge a que intente recordarles. Después de utilizar la Pandórica para reiniciar el universo destruido por la explosión, el Doctor es rebobinado a lo largo de su línea temporal, y logra implantar el recuerdo de la TARDIS en la pequeña Amy. El día de su boda, Amy despierta en una línea temporal donde sus padres vuelven a ser parte de su realidad, y se casa con Rory, también restaurado. Sus recuerdos son reactivados por el diario con forma de TARDIS que River Song (Alex Kingston) le deja. Una vez Amy recuerda al Doctor, este reaparece en la realidad. En el serial de The Sarah Jane Adventures titulado Death of the Doctor, este menciona que dejó a Amy y Rory en un "planeta de luna de miel", y la pareja sigue de luna de miel en un crucero interestelar que el Doctor salva de estrellarse en un planeta habitado.
La sexta temporada comienza con Amy y Rory viviendo una vida normal y doméstica. Reciben una invitación anónima al desierto de Utah donde se reúnen a un Doctor 200 años más viejo desde su anterior encuentro, y la también invitada River Song. Los tres son testigos de la muerte del Doctor a manos de un extraño astronauta, pero después descubren que el Doctor invitó a una versión más joven de sí mismo, la versión de 906 años que ya conocían, y con la cual los tres viajan a Washington D. C. en 1969 para investigar extraños sucesos acerca del Silencio, unos alienígenas a los que no se puede recordar después de apartar la vista de ellos. Mientras están allí, Amy informa al Doctor de que está embarazada, antes de intentar disparar a una niña en un traje de astronauta para salvarle la vida en el futuro. En el orfanato de la niña, Amy encuentra unas extrañas pinturas de ella misma sujetando un bebé recién nacido. Cuando el Doctor le pregunta a Amy sobre su embarazo, ella insiste en que estaba equivocada, y los escáneres que el Doctor le realiza no muestran resultados concluyentes ni a favor ni en contra del embarazo. A lo largo de sus siguientes aventuras, Amy tiene extrañas visiones de una mujer que lleva un parche en el ojo (Frances Barber) y que sólo se le aparece a ella. En Las casi personas, se revela que la Amy que está presente es en realidad un duplicado animado por su consciencia, mientras que la verdadera Amy ha sido capturada por la mujer del parche en el ojo y está a punto de dar a luz. En Un hombre bueno va a la guerra, su bebé, a la que ha llamado Melody Pond, es secuestrado por la mujer del parche, Madame Kovarian, que la entrenará para que un día mate al Doctor. River Song entonces aparece y le revela que ella es Melody ya adulta.
Un flashback en Matemos a Hitler presenta a la amiga de infancia de Amy y Rory, Mels (Nina Toussaint-White). De adolescentes, fue Mels la que reveló que Rory llevaba mucho tiempo enamorado de Amy, lo que hizo que los dos empezaran a salir. En el presente, Mels secuestra la TARDIS y la dirige a 1939 donde Hitler (Albert Welling) la dispara, y se regenera en River Song, revelando que Amy había crecido todo el tiempo junto a su propia hija, entrenada por el Silencio para matar al Doctor. El Doctor entonces convence a Amy para que su hija adulta siga su propio camino en la vida. En La chica que esperó, Amy se separa del Doctor y Rory en un planeta en cuarentena y vive sola durante 36 años antes de que puedan regresar. El Doctor quiere volver al pasado para rescatar a la joven Amy, pero la Amy vieja insiste en que las rescaten a ambas. Sin embargo, el Doctor sabe que la TARDIS no aceptará la paradoja y se ve obligado a abandonar a la vieja Amy, que desaparece junto con la línea temporal abortada. En El complejo de Dios, el Doctor rompe deliberadamente la fe de Amy en él al descubrir que están atrapados en una prisión con una criatura que mata alimentándose de la fe de sus víctimas. Entonces decide regalarles una casa y un coche nuevo y separarse de ellos marchándose en la TARDIS y dejándoles en la Tierra para que vivan su vida. Amy hace un cameo en Hora de cerrar, donde se muestra que se ha convertido en una modelo famosa. El final de la temporada, La boda de River Song, muestra un universo paralelo que River creó al negarse a matar al Doctor en Utah como se había visto. Allí Amy lidera una organización secreta que lucha contra el Silencio. Ella reúne al Doctor con River y más tarde asesina a Madame Kovarian por secuestrar a Melody. Después de que River mate al Doctor y se restaure así el tiempo, River visita a Amy y le revela que el Doctor fingió su muerte con un duplicado robótico. Al final de El Doctor, la viuda y el armario, el Doctor regresa con Amy y Rory dos años después de su separación y toma la cena de Nochebuena con ellos.
Al comienzo de la séptima temporada, en El manicomio de los Daleks, se muestra que Amy y Rory están a punto de divorciarse. Durante la misión de los Daleks, el Doctor orquesta una reconciliación entre ambos, permitiéndoles hablar de sus sentimientos mutuos. Amy revela que abandonó a Rory porque el Silencio la había dejado estéril, y sabía que él quería tener hijos. La pareja entonces viajará en aventuras esporádicas con el Doctor en Dinosaurios en una nave espacial y Un pueblo llamado Misericordia, pero al final de cada una regresan a sus vidas cotidianas. En El poder de tres, Amy dice que el Doctor lleva en la vida de ambos diez años, y que ella ahora trabaja como periodista. La pareja se da cuenta de que deben escoger entre sus vidas normales y su vida con el Doctor. Se ven inclinados por la primera opción, pero el padre de Rory, Brian (Mark Williams) les anima a que sigan viajando con el Doctor. Su siguiente aventura, Los ángeles toman Manhattan, será la última. En la historia, Amy y Rory son amenazados por los malignos ángeles llorosos, cuyo roce les puede mandar al pasado remoto para que mueran solos. Tras ser testigos de la muerte de Rory de anciano de esta forma, los dos intentan suicidarse, creando una paradoja que destruye a todos los ángeles salvo a uno, pero dejando en el proceso la zona permanentemente fuera de los límites de la TARDIS. En el presente, el ángel superviviente manda a Rory atrás en el tiempo, y sabiendo que el Doctor no puede ir a por él, Amy deja que el ángel la toque a ella también para poder vivir juntos. La lápida del cementerio revela que Rory murió a los 82 años y Amy a los 87. River hace que el Doctor le deje un mensaje en el epílogo de una novela de los años treinta, donde ella le dice que es feliz con Rory y que les preocupa que el Doctor viaje solo. P.S., un mini-episodio apéndice creado a partir del guion original de Los ángeles toman Manhattan, muestra que Rory y Amy adoptaron un hijo en 1946, y le llamaron Anthony Brian Williams. Amy Pond reaparecería haciendo un cameo de unos breves segundos en el episodio de despedida del Undécimo Doctor, El tiempo del Doctor, el 25 de diciembre de 2013, si bien no se trata de la verdadera Amy, sino de una alucinación del Doctor que se encontraba en ese momento en medio de su regeneración.

## Caracterización

### Creación y casting

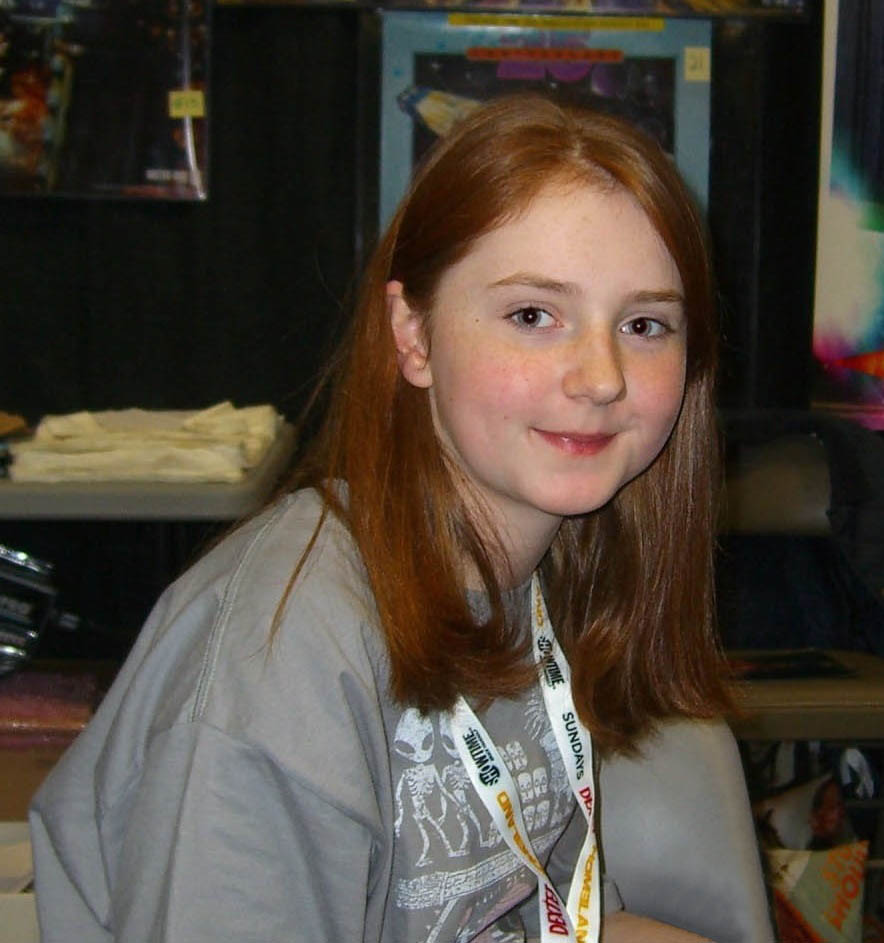
La joven Amy que el Doctor conoce por primera vez, estaba interpretada por Caitilin Blackwood, la prima en la vida real de Karen Gillan.

El entonces nuevo productor ejecutivo y director de guionistas Steven Moffat tuvo la idea del nombre del personaje. Escogió el apellido "Pond" para crear un enlace entre Amy y River Song, que más tarde revelaría ser su hija. El predecesor de Moffat, Russell T Davies, dijo en una entrevista para la revista Dose que "Hemos dejado atrás ya muchos acompañantes, así que seréis recompensados con un grande y fuerte personaje en Amy Pond, cuando ella llegue. Creo que el plan es bueno".
Andy Pryor, el director de casting, sugirió a Gillan a Moffat tras su interpretación en el episodio de la cuarta temporada Los fuegos de Pompeya, donde interpretaba a una pitonisa, pero Moffat originalmente había imaginado a Amy Pond "bajita y regordeta". Más tarde, sin embargo, dijo que ella era "exactamente la indicada para el papel", aunque interpretaba el personaje diferente a como Moffat lo había escrito originalmente. Gillan fue la última en la audición para el papel, y destacó por ser "un poco más excéntrica" que las otras. Moffat dijo sobre el casting: "Hemos visto algunas actrices impresionantes para este papel. Pero cuando Karen cruzó la puerta, la suerte estaba echada; era divertida, inteligente, maravillosa y sexy. O en pocas palabras, escocesa. Una generación de niñas pequeñas querrán ser ella. Y una generación de niños querrán también que ellas sean ella". El coproductor ejecutivo de Doctor Who y director de drama en BBC Wales, Piers Wenger, coincidió: "Sabíamos que Karen era perfecta para el papel desde el mismo momento que la vimos. Le daba una energía y emoción al papel que era simplemente fantástica". Gillan conocía el programa, pero no era un fan tan grande como lo era su madre, ya que no lo emitían cuando ella era niña. Sin embargo, vio algunos episodios con su madre tras su regreso en 2005, y además era fan de otros trabajos de ciencia ficción como The X-Files, Más allá del límite, Star Trek: The Next Generation y Star Trek: Voyager.
Gillan se presentó al casting usando tanto su acento nativo escocés como un acento inglés, y no fue hasta después que se decidió que Amy fuera escocesa. Gillan comentó que pensaba que el acento escocés le pegaba más al personaje. En varios episodios aparece una versión más joven de Amy, conocida como "Amelia", interpretada por la prima de 10 años en la vida real de Amy, Caitlin Blackwood. Aunque las dos actrices no se conocieron hasta la grabación, Gillan recomendó a Blackwood para el papel. Sin embargo, antes tuvo que pasar las rigurosas audiciones. Blackwood y Gillan llegaron a interactuar juntas en El Big Bang, lo que a Gillan le pareció "raro", aunque las dos actrices se acostumbraron rápidamente.

### Personalidad y arco del personaje
Gillan dijo que "tras leer el primer episodio, quedé impactada (con el programa), y con el personaje. Amy es una chica descarada, divertida y apasionada, y su relación con el Doctor tiene una dinámica realmente interesante". Gillan pensaba que el Doctor seguía viendo a Amy como la misma niña de siete años que conoció, y describió su relación como de hermano y hermana, en la que Amy a veces actuaba como la "incordiante hermana pequeña". Además, ella no quería que Amy, como acompañantes anteriores, estuviera "alabando al Doctor todo el rando" o "abatida" cuando él no estaba; Amy "iría por su cuenta, ya fuera luchando contra monstruos en mundos extraños, o simplemente viviendo su vida en su propio pueblo". En la primera temporada, Gillan quería que Amy actuara como "una niña en un cuerpo adulto", porque no había tenido una verdadera infancia. Se muestra más reservada porque "no le gusta mostrar sus emociones porque quiere ser fuerte". Sin embargo, comienza su segunda temporada como una persona más centrada, y muestra más sus sentimientos, sobre todo con el nacimiento de su hija.
Gillan tomó una parte importante en el vestuario de Amy, así como en su pelo y maquillaje. En el primer episodio, el diseñador de vestuario Ray Holman dijo que la identidad de Amy no estaba clara y que llevaba sus propias ropas a partir de más tarde. Gillan pensaba que Amy tenía la confianza interior de llevar ropas que mostraban "algo de piel de cuando en cuando". Gillan dijo que se probó muchas cosas, pero cuando llegó a las minifaldas "simplemente pensó que era perfecto" y mostraba que Amy estaba "cómoda y segura de su apariencia". Ella creía que las faldas reflejaban lo que las jóvenes llevan típicamente a su edad. El productor ejecutivo Piers Wenger también señaló que la chaqueta de Amy tipo años setenta, que lleva "bastante", reflejaba que Gillan era una "aventurera innata" y Amy desarrolló gusto por el viaje y la aventura. En la sexta temporada, Amy lleva más vaqueros y pantalones más largos; Gillan dijo: "se va masculinizando más cuanto más chica de acción se va haciendo". Amy nunca lleva tacones, ya que Gillan quería que el calzado fuera funcional para salvar el mundo.
Como el Doctor accidentalmente no volvió con ella hasta doce años más tarde, Amy creció como una persona diferente de lo que hubiera sido. Se había hecho "cínica" y "desconfiada" ya que el Doctor no volvió como había prometido y se vio obligada a creer que era sólo un amigo imaginario, y había resuelto ser "dura". Moffat teorizó que Amy habría descargado su furia en Rory y habría sido "mala" en cosas como Papa Noel o el Ratoncito Pérez. El segundo episodio, La bestia de abajo, era para presentar a Amy en su papel de acompañante y lo mucho que el Doctor necesitaba uno. Aunque Amy pronto intenta seducir al Doctor, Moffat pensaba que esto era consistente con el personaje que había construido. También era un reflejo de cómo los dos acababan de escapar de la muerte y habían compartido una mala experiencia, y la tendencia de Amy de hacer las cosas "en caliente". En La elección de Amy, se pretendía poner a prueba la relación del Doctor y Amy, Rory muere en un universo paralelo resultado del polen psíquico que se había colado en la TARDIS. Y fue ahí cuando Amy se dio cuenta de sus sentimientos hacia Rory. Como un punto principal de la temporada, Rory muere oficialmente y es borrado de la historia y de la memoria de Amy. Aunque Rory más tarde muere, es un duplicado Autón que la mata, lo que reflejaba la creencia de Moffat de que todas las buenas historias de amor acaban en tragedia. El final de El Big Bang, en el que Amy se levanta vestida de boda y proclama que el Doctor es real, fue el éxito del Doctor en restaurar en Amy el espíritu de la niña que conoció.
Moffat siempre había previsto que Amy y Rory se casaran "desde el principio". Gillan dijo, "Lo que me encanta de su relación es que la hemos visto evolucionar hasta el punto en que son felices juntos. Porque empezamos en un punto en el que Amy no quería comprometerse con él, y él lo deseaba fervientemente, y eso nos dio un punto de arranque, en lugar de que fueran felices y ya está. Así era interesante, y evolucionaba, y en el proceso Rory se convirtió en un héroe de verdad". A ella le encantó que el público pudiera ver la vida de Amy "desplegarse" desde que era una niña hasta su matrimonio y su hija. Gillan dijo que las repercusiones de Un hombre bueno va a la guerra "la cambiarían a lo grande y a largo plazo y pienso que vamos a ver a Amy bajo un prisma verdaderamente diferente". Según Moffat, para la séptima temporada, Amy y Rory se habían convertido en "un gran equipo", tan acostumbrados a ser los acompañantes del Doctor que en lugar de maravillarse ante él "le tratan como a un niño grande del que hay que cuidar".
En diciembre de 2011, se anunció que la séptima temporada sería la última de Amy y Rory. Antes, en noviembre, Gillan había dicho que una vez que Amy se marchara, no quería volver haciendo cameos, ya que pensaba que "se llevaría parte de la gran y emotiva despedida". Gillan había preparado su salida con Moffat y los dos habían decidido cómo se iría Amy. Ella dijo que quería irse "cuando el personaje estaba en su mejor momento" y que "(quería) verla irse con todo lo que ella quiere".

## Recepción

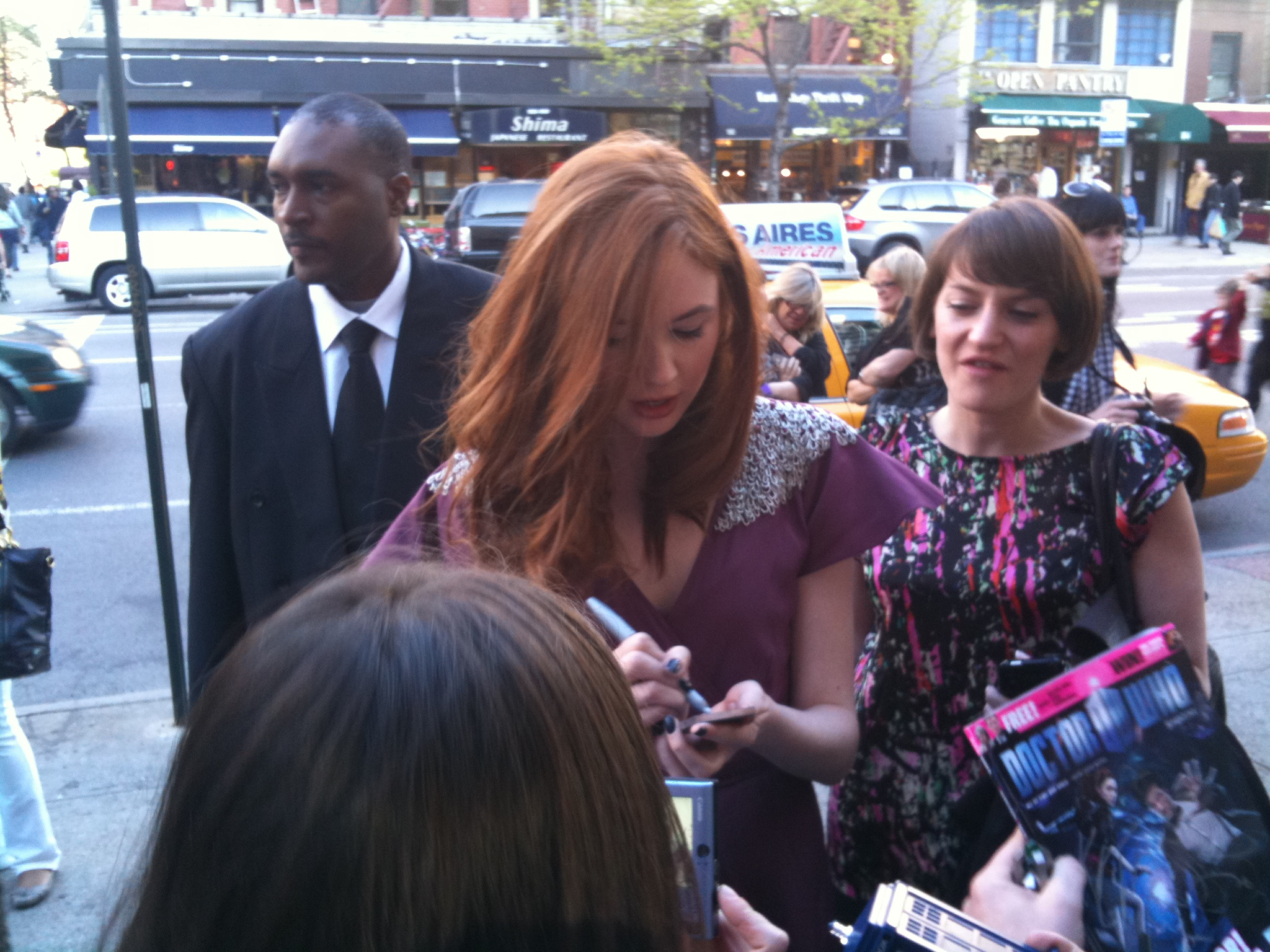
Gillan firmando autógrafos en el estreno en Estados Unidos de En el último momento

Con el estreno de En el último momento, dos espectadores anónimos se quejaron en el Telegraph de que el personaje de Amy era demasiado "sexy" para un programa familiar como Doctor Who. El productor ejecutivo Piers Wenger dijo que se pretendía que Amy fuera "exuberante y descarada. Amy es probablemente la acompañante más salvaje con la que el Doctor ha viajado, pero no es promiscua". De una forma similar, Gavin Fuller, para el sitio web del Daily Telegraph, criticó el "intento de seducir al Doctor" de Amy en el episodio Carne y piedra, diciendo que "no encaja con el tono habitual de la serie", y que "teniendo en cuenta la cantidad de niños que lo ven, puede que no sea la escena más apropiada que mostrar". El Daily Mail dijo que la escena de seducción provocó quejas de algunos espectadores que acusaron a la BBC de intentar "sexualizar el programa para atraer más espectadores adultos". El artículo cita a un representante del grupo de presión Mediawatch-uk y un contribuyente anónimo en un foro de internet. Un portavoz de la BBC confirmó que habían recibido 43 quejas sobre la escena de los millones que vieron el episodio.
Los críticos señalaron que Amy no evolucionó mucho a lo largo de la temporada 2010. Dan Martin del Guardian, a mitad de la temporada, escribió: "Me pregunto si realmente conozco a Amy Pond. Bajo lo descarado, lo picante, el ingenio y (no hay forma de librarse de esto) las faldas, aún me queda empatizar por completo con ella, o descubrir sus motivaciones". En una crítica antes del final, Martin la calificó como "una revelación", aunque a veces "desafinaba un poco... pero lo dejaría todo atrás si los guionistas respondieran con un destello del personaje que dijera que probablemente es algo más que una pelirroja exuberante". Matt Wales de IGN tenía sentimientos similares, escribiendo, "a pesar del carisma sin esfuerzo de Gillan, Pond se presentaba principalmente en ramalazos bidimensionales que provocaban un retorno descarado y a veces irritante. Es gracias a las habilidades de Gillan y su brillante química con Smith que se dejaba ver este tiempo, pero por la falta de una historia de fondo (aunque intencionada), era difícil interesarse de verdad por el personaje". Paul Kerton de Zap2it, sin embargo, escribió en una crítica de En el último momento que la "presentación brillantemente ejecutada (de Amy) en el programa destacaba. El personaje de Amy en un solo episodio ya es un personaje con profundidad". Teresa Jusio de Tor.com también se mostró más positivo hacia Amy en la quinta temporada, escribiendo que era igualmente "competente, inteligente, y de mente rápida" y que tenía sus defectos y cometía errores, lo que hacía que se pudiera empatizar con ella y que fuera "un personaje femenino exitoso".
Chris Haydon de Den of Geek argumentó que Amy era "mucho más que el caramelo para la vista que muchos periodistas la llamaron injustamente, o de hecho mucho más que una humana que acompaña al Señor del Tiempo Gallifreyano. Es mucho más tridimensional y más desarrollada que los prejuicios la hicieron". También alabó la habilidad interpretativa de Gillan y la forma en que su relación con Rory "desarrolló su personaje hacia algo bastante especial". Michael Hogan del Daily Telegraph consideró a Amy "la mejor asistente de la nueva era de Who, muy superior a Catherine Tate y Freema Agyeman, y al mismo nivel que Billie Piper". También alabó su relación con el Doctor, diciendo que eran "totalmente creíbles como mejores amigos". Patrick Mulkern del Radio Times alabó a Amy por ser "animadamente libre... de todo el bagaje emocional que lastraba a sus predecesoras", y también reaccionó positivamente ante su intento de seducir al Doctor. SFX nombró a Amy y Rory el segundo mejor romance de la ciencia ficción y la fantasía. En 2012, acerca de su marcha, Martin escribió que la interpretación de Gillan había mejorado, siendo menos "una colección destartalada de rasgos de personalidad y momentos de frases enunciadas" y más alguien con más volumen. También señaló que Amy era única por lo mucho que había ocurrido a su alrededor y que se había entrelazado en la vida del Doctor, lo que permitía al público verla "desarrollarse y cambiar".
Krystina Nellis de The Guardian argumentó que Amy funcionaba más como un elemento de la trama que como un personaje femenino fuerte, citando la importancia de dar a luz a River Song. Charlie Jane Anders de io9, aunque positiva hacia su relación con Rory, opinó que Amy aún era "un personaje un poco de dibujos animados" en La boda de River Song, pensando que su asesinato de Madame Kovarian "no era sustituto" para afrontar lo que Kovarian le había hecho a su hija.
El personaje ha llegado a ser mencionado en la cultura popular. En la serie estadounidense Sobrenatural, en el episodio de la séptima temporada The Girl Next Door (2011), un personaje interpretado por Jewel Staite se mueve bajo el pseudónimo de Amy Pond. Digital Spy pensó que la referencia a Doctor Who era "bastante aleatoria", mientas que a IGN "le encantó".
Gillan ha ganado más de seis premios hasta la fecha por interpretar a Amy Pond. En 2010 ganó el premio Mujer del año de Cosmopolitan. En 2011, Gillan ganó un premio SFX, un premio TV Choice, y en 2012 ganó el National Television Award. En una encuesta de internet, con 3.000 participantes, que se tomó a finales de 2010, Amy Pond fue elegida la quinta acompañante más popular.